# ورتوواتس
ورتوواتس (به صربی: Vrtovac) یک منطقهٔ مسکونی در صربستان است که در کنگاژواتس واقع شده‌است. ورتوواتس ۲۱۸ نفر جمعیت دارد.